# آدلباخ
آدلباخ (به انگلیسی: Adelbach)، رودخانه ای در بادن-وورتمبرگ آلمان است. این رود به کوچر در نزدیکی روزنگارتن می ریزد.